# Gore Verbinski
Gore Verbinski (Oak Ridge, 16 de marzo de 1964) es un director y productor de cine estadounidense, conocido por dirigir las tres primeras películas de Piratas del caribe, también ganador del Óscar por la película animada Rango (2011).
Verbinski fue el director de los tres grandes éxitos de taquilla, como Piratas del Caribe: La maldición de la Perla Negra (2003), Piratas del Caribe: El cofre de la muerte (2006) y Piratas del Caribe: en el fin del mundo (2007). También dirigió la película de terror The Ring (2002), la cinta animada ganadora del Oscar Rango (2011) y el western El llanero solitario (2013), entre otras.

## Biografía

### Primeros años
Verbinski nació en Oak Ridge (Tennessee). Hijo de Víctor y Laurette Verbinski fue el tercero de cinco hermanos: Janine, Claire, Diane y Steven. Su padre era de ascendencia polaca y trabajó como físico nuclear en el laboratorio de Oak Ridge. En 1967, la familia Verbinski se mudó al sur de California, donde creció el joven Gore Verbinski.

### Carrera
Verbinski se licenció en la Universidad de UCLA en 1987, donde estudió Cinematografía y Televisión. Antes de dedicarse al cine, dirigió numerosos anuncios, con los que consiguió diversos premios.
Se estrenó como director con la comedia MouseHunt. Tras este trabajo, dirigió The Mexican y la película de terror The Ring. Pero su salto a la fama se dio con la trilogía Piratas del Caribe, de la cual se estrenó en 2011 la cuarta parte en 3-D que no dirigió él.
En el 2011 ganó el Oscar a la Mejor película animada por Rango.
En 2013 realizó la película El Llanero Solitario en la que volvió a trabajar junto a Johnny Depp que interpretó al personaje de Toro.

## Filmografía
| Año  | Película                                               | Papel               | Notas                                                |
| ---- | ------------------------------------------------------ | ------------------- | ---------------------------------------------------- |
| 2017 | A Cure for Wellness                                    | Director, Productor |                                                      |
| 2013 | El Llanero Solitario                                   | Director, Productor |                                                      |
| 2011 | Rango                                                  | Director            |                                                      |
| 2007 | Piratas del Caribe: en el fin del mundo                | Director            |                                                      |
| 2006 | Pirates of the Caribbean: Dead Man's Chest             | Director            |                                                      |
| 2005 | El hombre del tiempo                                   | Director            |                                                      |
| 2003 | Pirates of the Caribbean: The Curse of the Black Pearl | Director            |                                                      |
| 2002 | The Ring                                               | Director            |                                                      |
| 2001 | The Mexican                                            | Director            |                                                      |
| 1997 | MouseHunt                                              | Director            |                                                      |
| 1996 | Hate You                                               | Director            | Videoclip del grupo de Brett Gurewitz The Daredevils |
| 1993 | American Jesus                                         | Director            | Videoclip del grupo de Bad Religion                  |

## Vídeos musicales
- NOFX – "S&M Airlines" (1989)
- Vicious Rumors - "Don't Wait for Me" (1990)
- Vicious Rumors – "Children"  (1991)
- 24-7 Spyz – "Stuntman" (1992)
- Bad Religion – "Atomic Garden" (1992)
- Bad Religion – "American Jesus" (1993)
- Bad Religion – "21st Century (Digital Boy)" (1994)
- Bad Religion – "Stranger than Fiction" (1994)
- Monster Magnet – "Negasonic Teenage Warhead" (1995)
- The Crystal Method – "Born Too Slow" (2004)

## Premios y distinciones
Premios Óscar
| Año  | Categoría                   | Trabajo nominado | Resultado |
| ---- | --------------------------- | ---------------- | --------- |
| 2012 | Mejor película de animación | Rango            | Ganador   |